# Vallone di Saint-Marcel
Il Vallone di Saint-Marcel (pron. fr. AFI: [sɛ̃ maʁsɛl] - in francese, vallon de Saint-Marcel) è una valle alpina laterale della Valle d'Aosta, tra la Val Clavalité ed il Vallone delle Laures, che prende il nome da Saint-Marcel, comune valdostano all'altezza del quale si apre sulla destra orografica della Dora Baltea.

## Caratteristiche
Il vallone è del tutto compreso nel comune di Saint-Marcel. 
Per accedere al vallone, una volta arrivati a Saint-Marcel si raggiunge la località Les Druges. L'accesso al vallone si effettua a piedi. Nella parte alta del vallone insiste la riserva privata di caccia e pesca Grand Avert, in cui si incontrano 600 camosci e 60 stambecchi. Il Vallone, ricco di varietà floristiche, ospita tra le specie rare Linnaea borealis e Clematis alpina.

## Miniere di Saint-Marcel
Le miniere di rame e manganese di Saint-Marcel vennero sfruttate fin dall'epoca romana e probabilmente anche prima, in epoca salassa.
Numerose sono le tracce delle attività estrattive industriali nella parte alta del vallone: le miniere di Saint-Marcel, oggi non più attive, furono nei secoli scorsi un polo industriale di rilievo, al pari dei complessi minerari di Cogne e La Thuile. Degli insediamenti restano le tracce lungo i sentieri, oggi archeologia industriale meta di turisti "slow": nei boschi si celano forni e depositi di scorie, teleferiche in rovina, le baracche dei minatori e le antiche gallerie parzialmente crollate e coperte di vegetazione.
I siti del complesso minerario di Saint-Marcel tuttora visibili sono quelli di Praborna, Servette e Chuc. Insieme ad altri minerali di manganese si estraevano la rodonite, la braunite e il violano a Praborna. A Servette e Chuc si trovavano i giacimenti ferrosi e cupriferi: in particolare, nel sito di Chuc si estraeva la pirite, mentre a Servette si ricavava la calcopirite.
A marzo 2013 è stato approvato dalla Giunta regionale un progetto di recupero delle miniere di Saint-Marcel che metterà in sicurezza i siti in vista della loro valorizzazione turistica.

## Éve verta
Salendo lungo il vallone, in località Laveyc o Éve-verta (in patois valdostano "Acqua verde"), a circa 1290 m s.l.m. si incontra una sorgente di acque turchesi, la cui colorazione dà il nome al luogo: la particolarità dell'Éve-verta, ricca di sali di rame, è proprio di colorare pietre, terra e muschi su cui scorre depositandovi una patina di woodwardite e altri minerali.

## Galleria d'immagini

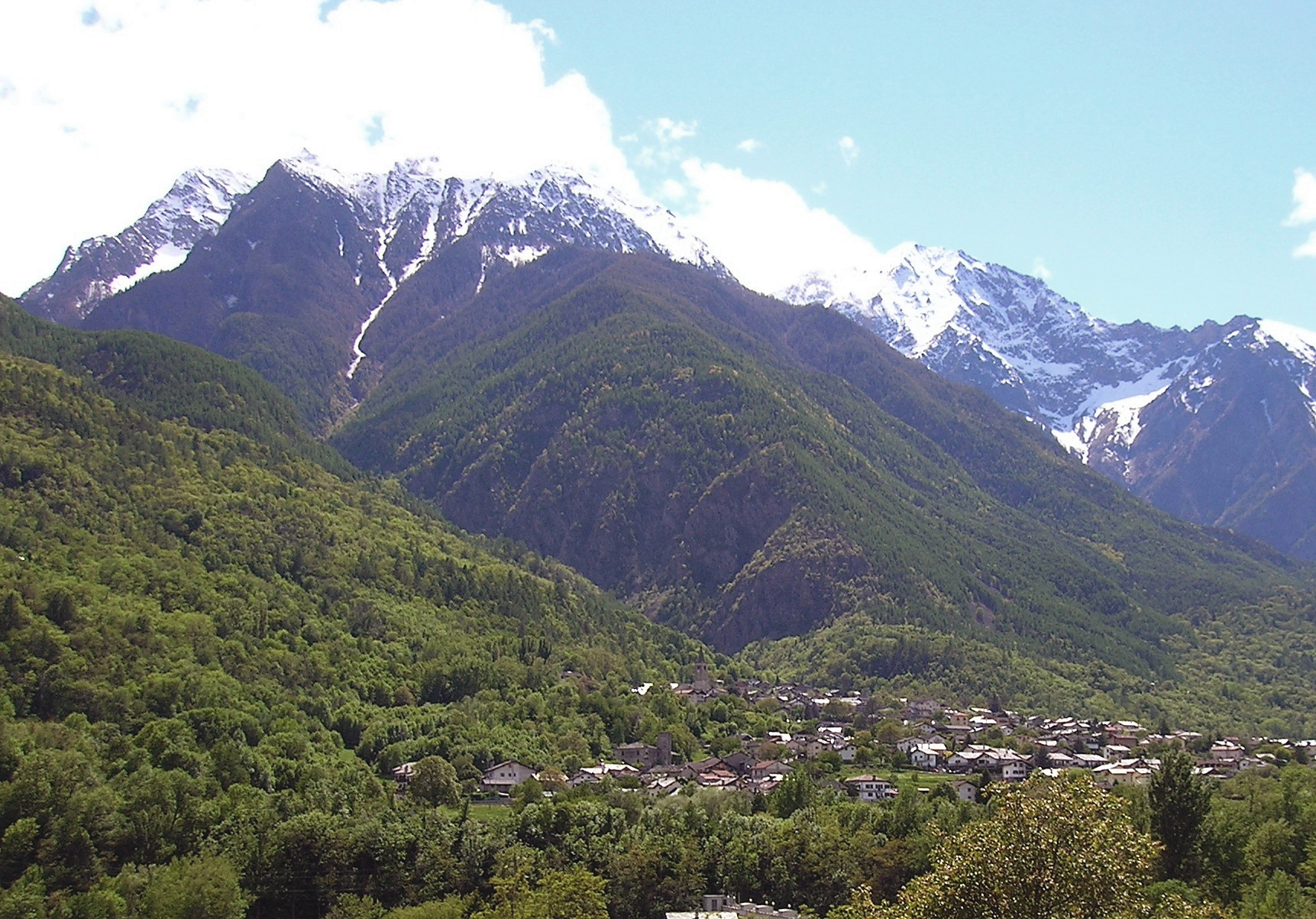
Il Vallone di Saint-Marcel incontra la valle centrale.
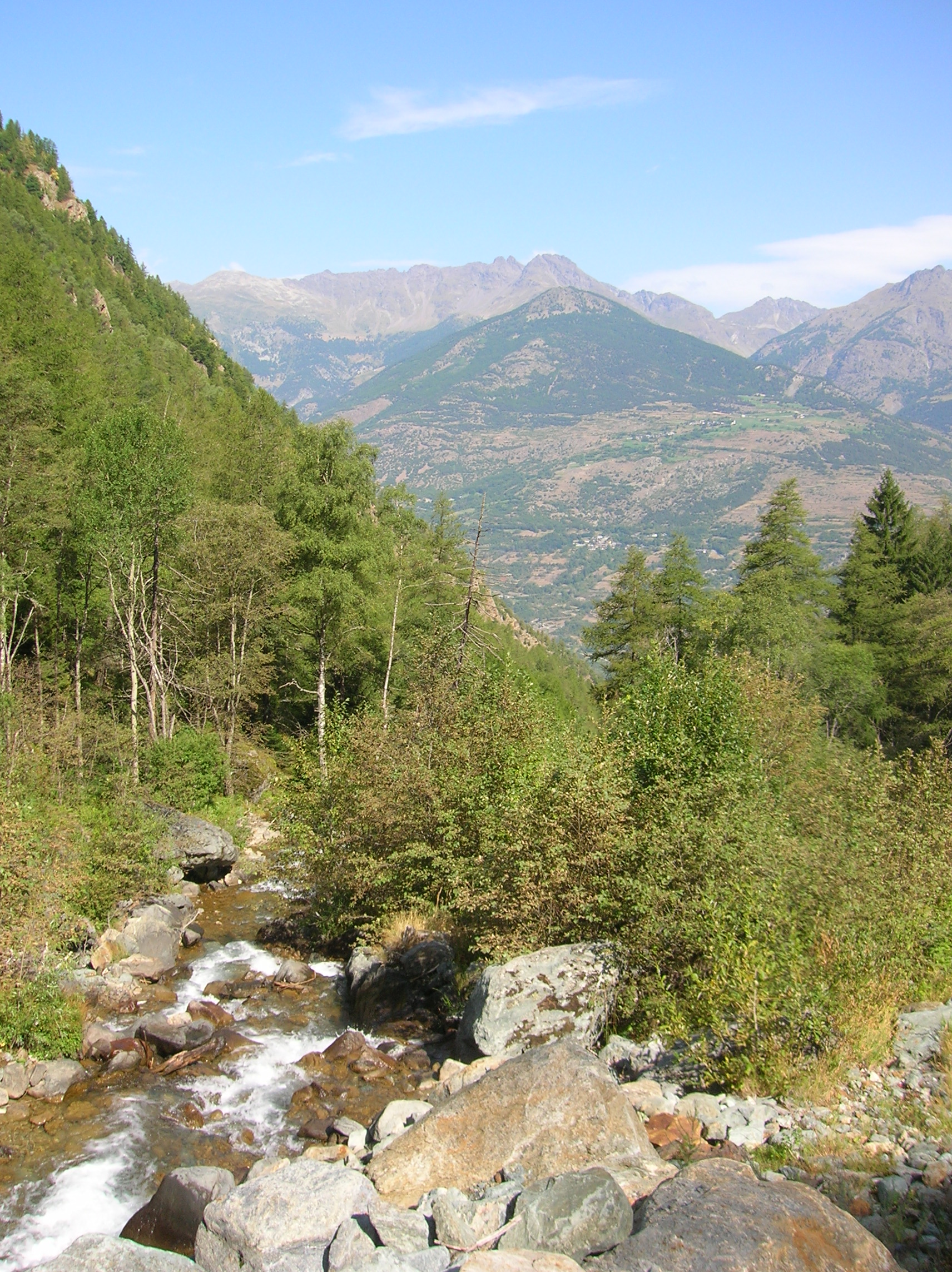
Il torrente Saint-Marcel
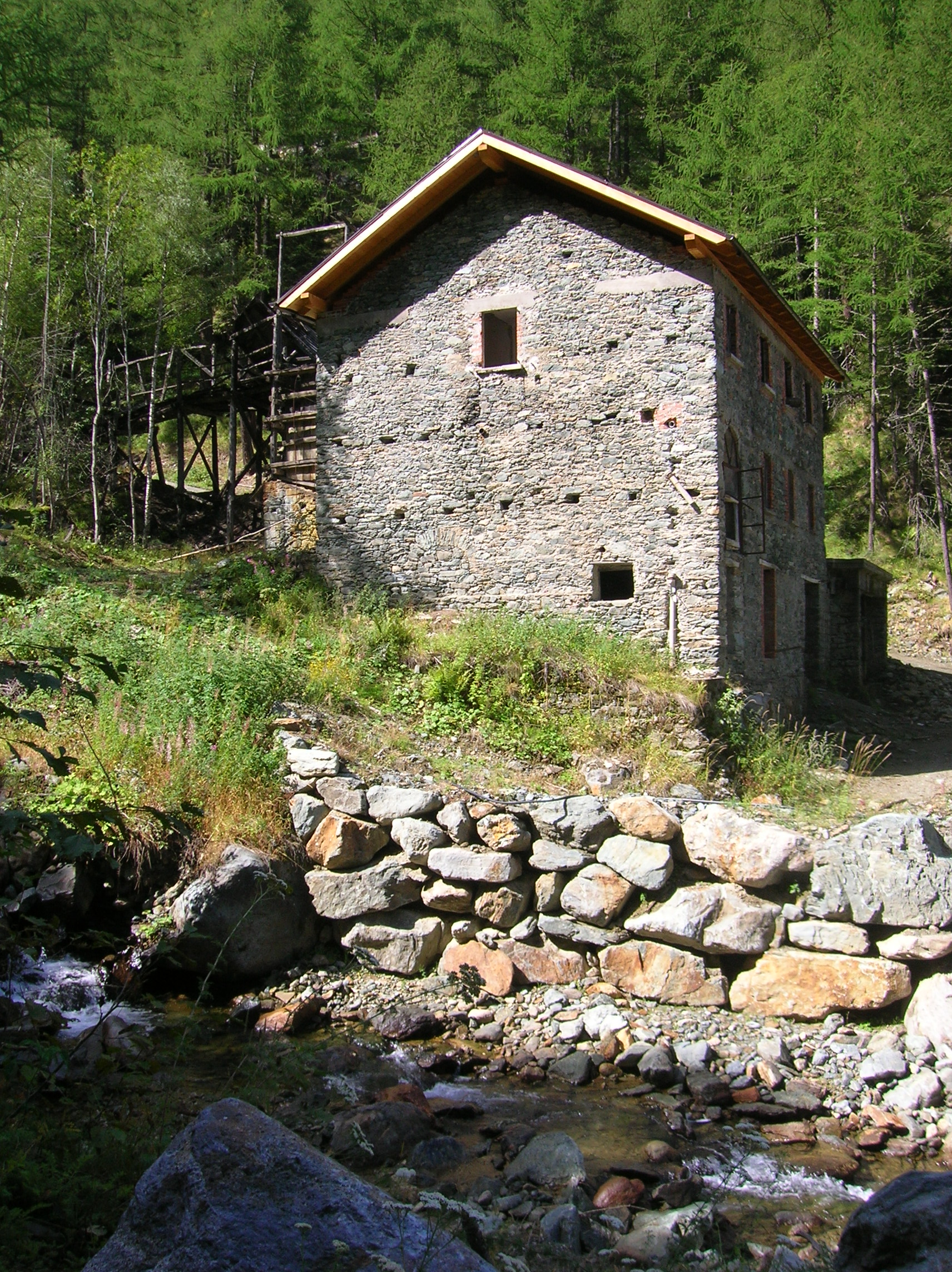
Archeologia industriale sul torrente
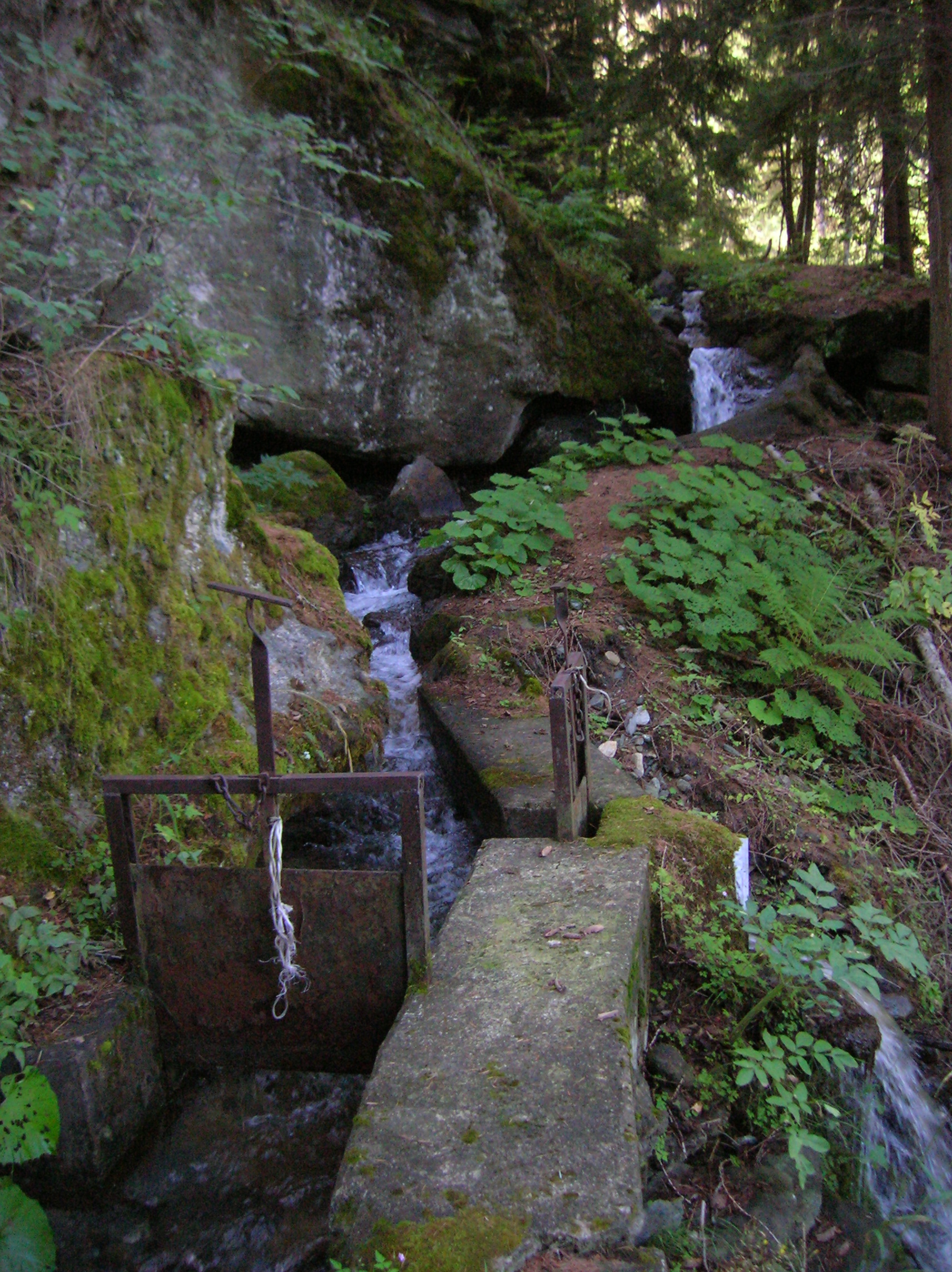
Le chiuse del ru Fontillon-Mulac
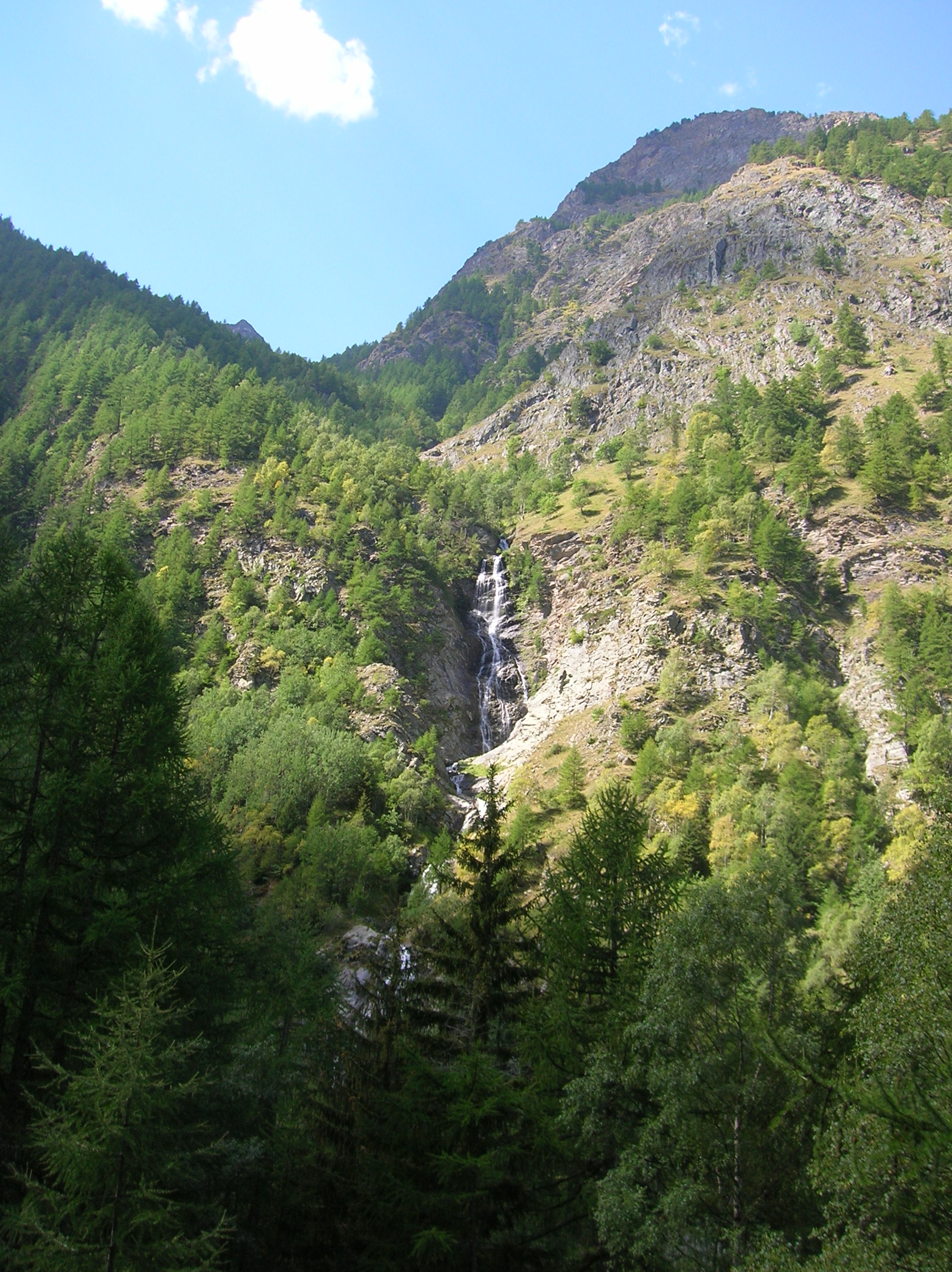
La cascata nel vallone visibile dal sentiero per Servette
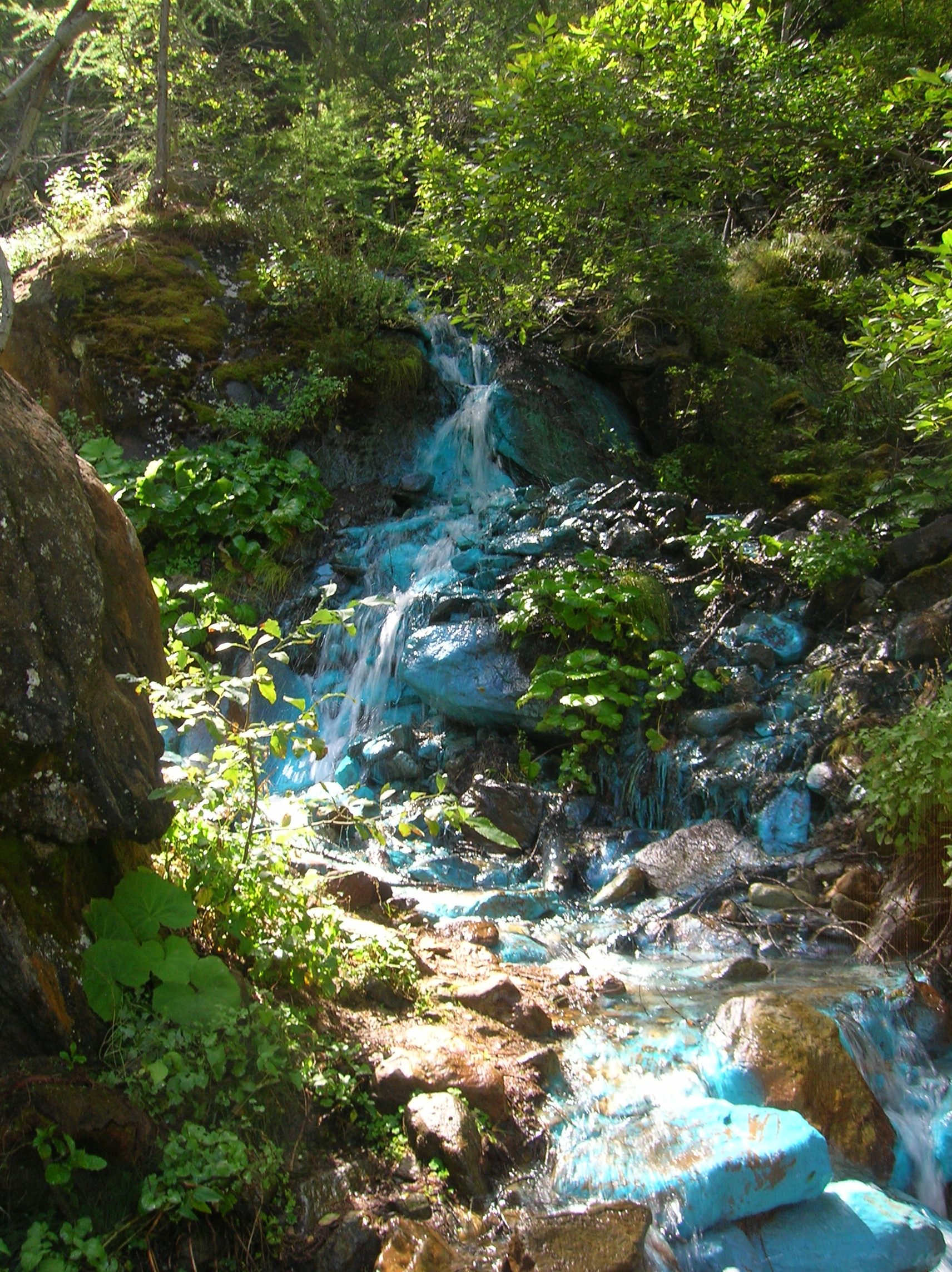
L'Éve-verta

## Monti
Le principali montagne che contornano il vallone sono:
- Grande Roise - 3.357 m - sullo spartiacque con il Vallone delle Laures
- Punta di Leppe - 3.306 m - sullo spartiacque con il Vallone di Grauson e con il Vallone delle Laures
- Punte Gianni Junod - 3.300 m - sullo spartiacque con il Vallone delle Laures
- Punta Ilario Antonio Garzotto - 3.274 m - sullo spartiacque con il Vallone delle Laures
- Pointe Jean Vert - 3.148 m - sullo spartiacque con il Vallone di Grauson
- Becca di Salé - 3.137 m - sullo spartiacque con il Vallone delle Laures
- Punta Laval - 3.102 m - sullo spartiacque con il Vallone di Grauson
- Grand Avert - 2.991 - sullo spartiacque con la Val Clavalité
- Pointe de Plan-Rué - 2.881 m - sullo spartiacque con la Val Clavalité
- Mont Corquet - 2.530 m - sullo spartiacque con la Val Clavalité

## Luoghi di interesse
- Santuario di Plout